# Mark Alexandrowitsch Aldanow

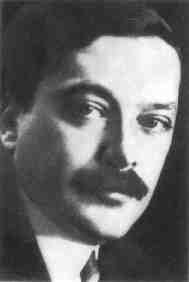
Mark Aldanow (1925)

Mark Alexandrowitsch Aldanow (russisch Марк Александрович Алданов, geboren als Mordhai-Markus Israeliwitsch Landau; * 26. Oktoberjul. / 7. November 1886greg. in Kiew; † 25. Februar 1957 in Nizza) war ein russischer Schriftsteller.

## Leben
Aldanow entstammte einer österreich-jüdischen Industriellenfamilie. Nach dem Studium an der Universität Kiew arbeitete er zunächst in seinem Beruf als Chemiker, veröffentlichte jedoch bereits 1915 eine literaturkritische Arbeit über Tolstoi und Rolland. Ab dem Ende des Ersten Weltkriegs wandte er sich der Schriftstellerei zu, schrieb hauptsächlich historisch-philosophische Romane und beschäftigte sich intensiv mit Psychologie. Das dabei verwendete Pseudonym Aldanow stellt ein unvollständiges Anagramm seines Geburtsnamens mit russischer Endung dar; später nahm er es als Familiennamen an.
1919 emigrierte Aldanow nach Frankreich, bis 1940 lebte er in Paris. Rechtzeitig vor der Besetzung der französischen Hauptstadt durch die Wehrmacht emigrierte er über Nizza in die USA, wo er Anfang 1941 eintraf. Dort war sein Wohnsitz New York. 1947 kehrte er nach Frankreich zurück und lebte in Nizza, wo er im Februar 1957 verstarb.
In der Emigration verfasste Aldanow acht historische Romane sowie das Drama „Die Linie Brunhildes“ (Linija Brungilda). Zu seinen am meisten von der Kritik beachteten Werken gehört der Romanzyklus Der Denker, der zwischen 1923 und 1927 in russischen Emigrantenverlagen in Paris erschien. Die 1943 in New York unter dem Titel „The Fifth Seal“ erschienene Übersetzung seines Romans „Der Anfang vom Ende“ (Natschalo konza) wurde von der Literaturredaktion der New York Times („NYT Book Review“)  als „Buch des Monats“ ausgezeichnet. Überdies verfasste er politische Essays über die politischen Führer seiner Zeit, u. a. über Aristide Briand, Winston Churchill, Georges Clemenceau, David Lloyd George, Erich Ludendorff und Josef Stalin, dessen Gewaltherrschaft er bereits Ende der 1920er Jahre beschrieb.  Politisch stand er den russischen Sozialdemokraten nahe, die von den Bolschewiki bekämpft und blutig verfolgt wurden.
Als Redakteur russischer Exilzeitschriften führte Aldanow eine umfangreiche Korrespondenz mit Literaten und Politikern wie Vladimir Nabokov, Iwan Bunin und Alexander Kerenski. Sie wurde in Teilen nach seinem Tode veröffentlicht. Iwan Bunin machte von seinem Recht als Nobelpreisträger Gebrauch, Kandidaten für den Preis vorzuschlagen: Zwischen 1938 und 1950 reichte er sechsmal den Namen Aldanow ein. Insgesamt wurde Aldanow dreizehnmal für den Nobelpreis nominiert.

## Schreibstil
Aldanow schrieb im Stil des realistischen Romans des 19. Jahrhunderts. Sein Vorbild war Leo Tolstoi. Er verweigerte sich dabei bewusst den modernistischen Schreibweisen, die zu seiner Zeit angesehen waren, und „zelebrierte das Altmodische, ja Sperrige einer aussterbenden Prosa“.

## Werke in deutscher Übersetzung
- Lenin und der Bolschewismus. [Autorisierte Übers. von Viktor Bergmann]. Ullstein, Berlin 1920. 256 S.
- Der neunte Thermidor: Roman. Buchschmuck von Karl Stratil. [Autoris. Übers. aus dem Russ. von Rebecca Candreia]. Drei Masken Verlag, München 1925. 467 S.
- Die Teufelsbrücke: Historischer Roman. [Autoris. Übers. aus dem Russ. von Rebecca Candreia]. Drei Masken Verlag, München [1925]. 350 S.
- Das Rätsel Tolstoi. Aus dem Russ. übertr. von R. v. Campenhausen. Schöningh, Paderborn 1928. 127 S.
- Sankt Helena: „Eine kleine Insel“. Roman. [Einzig autoris. Übers. aus dem Russ. Deutsch von Martha Fleischmann]. Drei Masken Verlag, München [1929]. 185 S.
- Zeitgenossen. Schlieffen-Verlag, Berlin 1929, 361 S.
- Eine unsentimentale Reise: Begegnungen und Erlebnisse im heutigen Europa. [Einzig berecht., vom Autor durchges. Übers., bes. von Woldemar Klein]. Mit e. Vorw. von Balder Olden. Hanser, München 1932. 218 S.
- Vor der Sintflut. [Original, bzw. englische Übersetzung: Before the Deluge]. Roman. [Dt. von Harry Kahn]. Morgarten Verlag, Zürich 1948. Getr. Pag.
- Der Anfang vom Ende. Roman. Übers. Andreas Weihe; mit einem Vorwort von Sergej Lebedew und einem Nachwort von Andreas Weihe. Rowohlt, Hamburg 2023, ISBN 978-3-498-00335-7.